# Кудара-но Конікісі
Кудара-но Конікісі (яп. 百済王) — один зі впливових японських шляхетських родів іноземного походження. Найбільшу вагу мав у період Асука. В період Нара завдяки вигідним шлюбам розширили свою присутність серед вищої бюрократії, його представники й далі обіймали значні державні посади й мали ранг не нижче п'ятого. Згодом рід занепав.

## Історія
Сонгван, син Їчжа, вана корейської держави Пекче, після завоювання останньої військами Сілли 660 року, втік до Японії, де провів решту життя. Власне ім'я Сонгван змінив на Дзенкьо. Він спільно з іншими корейськими переселенцями влаштувався в повіті Пекче-гун у південній частині сучасної префектури Осаки, де вже компактно проживали ті, хто перебрався з Корейського півострова. Навіть у нинішній Японії багато представників корейської діаспори живуть у районі Ікуно-ку, що відповідає цьому регіону.
Процес приєднання нащадків Сонгвана до японської знаті тривав досить довго. Лише у 691 року Імператор Дзіто надав їм нове родове ім'я Кудара-но Конікісі, що означає «ван Пекче» (конікісі — це «ван», а Кудара — японською назва Пекче). За часів Кудара-но Конікісі Кейфуку клан перемістився до міста Хіраката в північній частині сучасної префектури Осаки. Саме Кейфуку пожертвував золото для позолоти статуї Будди в храмі Тодайдзі в Нарі. Він звів як родовий великий храм, названий Кударадзі, тобто храм Пекче. Цей храм був знищений пожежею, на його місці розплановано парк. Неподалік є синтоїстський храм Кудара-дзіндзя, споруджений приблизно тоді ж.
У період Нара рід Кудара-но Конікісі породичався з Імператорським правлячим домом, а також із могутніми японськими кланами, насамперед Фудзівара. Це дало змогу досягти посади губернаторів провінцій і військових звань на кшталт генерала, а 3 представники клану отримали третій чиновницький ранг. На початку IX століття починається поступовий занепад Кудара-но Конікісі, до початку X століття він щезає з політичного життя.

## Відомі представники
- Кудара-но Конікісі Дзенкьо (617—700), засновник роду
- Кудара-но Конікісі Кейфуку (697—766), міністр покарань
- Кудара-но Конікісі Сунтецу (740—795), військовик
- Кудара-но Конікісі Букйо, камі (губернатор) провінції Дева